# Ryan Feierabend
Ryan Robert Feierabend (né le 22 août 1985 à Cleveland, Ohio, États-Unis) est un lanceur gaucher de baseball.
Il évolue dans la Ligue majeure de baseball avec les Mariners de Seattle de 2006 à 2008, pour les Rangers du Texas en 2014 et pour les Blue Jays de Toronto en 2019. En 2015, il rejoint les Nexen Heroes de l'Organisation coréenne de baseball (KBO) et a également joué pour les KT Wiz dans ce même championnat.

## Carrière
Après des études secondaires à la Midview High School de Grafton (Ohio), Ryan Feierabend est drafté le 3 juin 2003 par les Mariners de Seattle au troisième tour de sélection. Il perçoit un bonus de 437 500 dollars à la signature de son premier contrat professionnel le 13 juillet 2003.
Feierabend passe trois saisons en Ligues mineures avant d'effectuer ses débuts en Ligue majeure le 13 septembre 2006.
Lanceur de complément en Ligue majeure, il évolue principalement en Triple-A en 2007 et 2008. Il enregistre toutefois sa première victoire au plus haut niveau le 3 juin 2007.
Déjà gêné par des blessures dès l'été 2008, Il manque la totalité de la saison 2009 en raison d'une opération de type Tommy John à l'épaule gauche le 4 mars 2009.
Il reprend la forme en ligue mineure dans l'organisation des Mariners en 2010. Devenu agent libre à l'automne, il rejoint les Phillies de Philadelphie, qui l'invitent à leur camp d'entraînement du printemps suivant. Libéré à l'entraînement, Feierabend signe en juin suivant avec les Reds de Cincinnati et s'aligne avec leur club-école de Louisville.
Il rejoint en janvier 2013 les Rangers du Texas et revient brièvement dans les majeures en 2014, disputant 6 matchs pour cette équipe.
Il rejoint pour 2016 les Nexen Heroes de la KBO, en Corée du Sud.

## Statistiques
En saison régulière
| Statistiques de lanceur |         |    |    |    |     |   |    |    |       |    |      |
| Saison                  | Équipe  | G  | GS | CG | SHO | V | D  | SV | IP    | SO | ERA  |
| 2006                    | Seattle | 4  | 2  | 0  | 0   | 0 | 1  | 0  | 17.0  | 11 | 3,71 |
| 2007                    | Seattle | 13 | 9  | 0  | 0   | 1 | 6  | 0  | 49.1  | 27 | 8,03 |
| 2008                    | Seattle | 8  | 8  | 0  | 0   | 1 | 4  | 0  | 39.2  | 26 | 7,71 |
| Totaux                  | Totaux  | 25 | 19 | 0  | 0   | 2 | 11 | 0  | 106.0 | 64 | 7,22 |

Note: G = Matches joués ; GS = Matches comme lanceur partant ; CG = Matches complets ; SHO = Blanchissages ; 
V = Victoires ; D = Défaites ; SV = Sauvetages ; IP = Manches lancées ; SO = retraits sur des prises ; ERA = Moyenne de points mérités.